# Karimabad (Hunza)
Karimabad oder Baltit ist eine Stadt in Pakistan.
Die Lehmhäuser der kleinen Stadt liegen oberhalb des Karakorum Highway an der Steilwand des Ultar Sar.
Die Stadt wurde nach dem Prinzen Karim Aga Khan, dem geistigen Oberhaupt der Schia-Ismailiten-Nizariten-Gemeinschaft benannt. Sie war bis 1974 die Hauptstadt von Hunza, bis der Staat ein Teil der Nordgebiete Pakistans wurde. Seit 2009 heißen die Nordgebiete Gilgit-Baltistan. Der Distrikt Gilgit, zu dem Karimabad bis dahin zählte, wurde in Gilgit und Hunza-Nagar aufgeteilt. Karimabad liegt nun im Hunza-Nagar-Distrikt.
Über der Stadt erhebt sich Fort Baltit. Zwei Kilometer östlich steht auf einem Felsvorsprung die ältere Festung Altit.
Auf den aus Platzmangel sehr kleinen, terrassenförmig angelegten Äckern und Gärten wird Weizen, Mais und Obst geerntet. Bekannt sind die Aprikosen von Hunza, die im Sommer ein besonders wichtiges Nahrungsmittel sind und für den langen Winter auf den Dächern getrocknet werden.
Während des Sommers wird Karimabad von Touristen besucht. Von der Stadt bestehen Ausblicke auf die Berglandschaft mit Siebentausendern wie dem Rakaposhi.

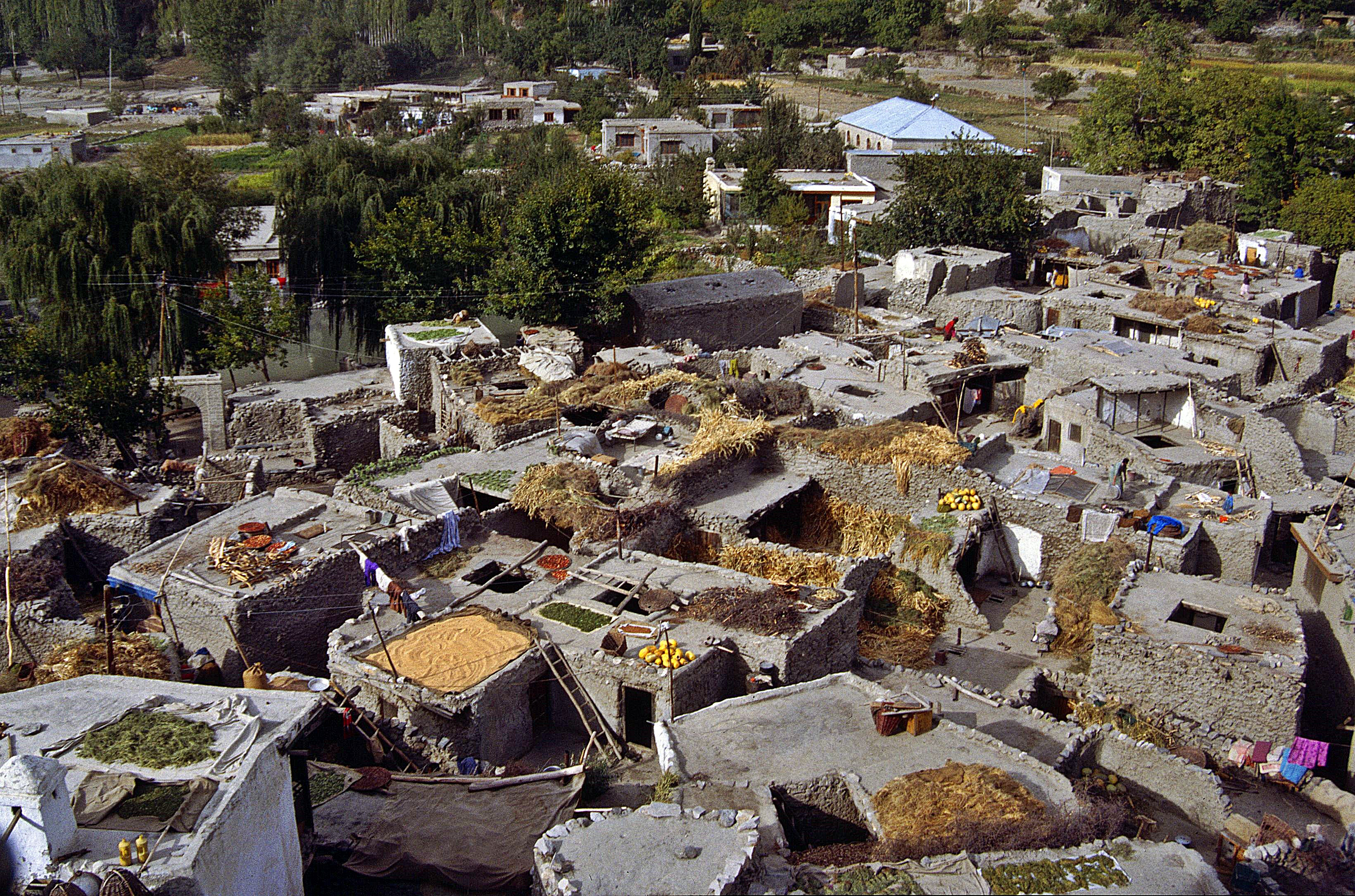
Blick auf die Dächer von Karimabad
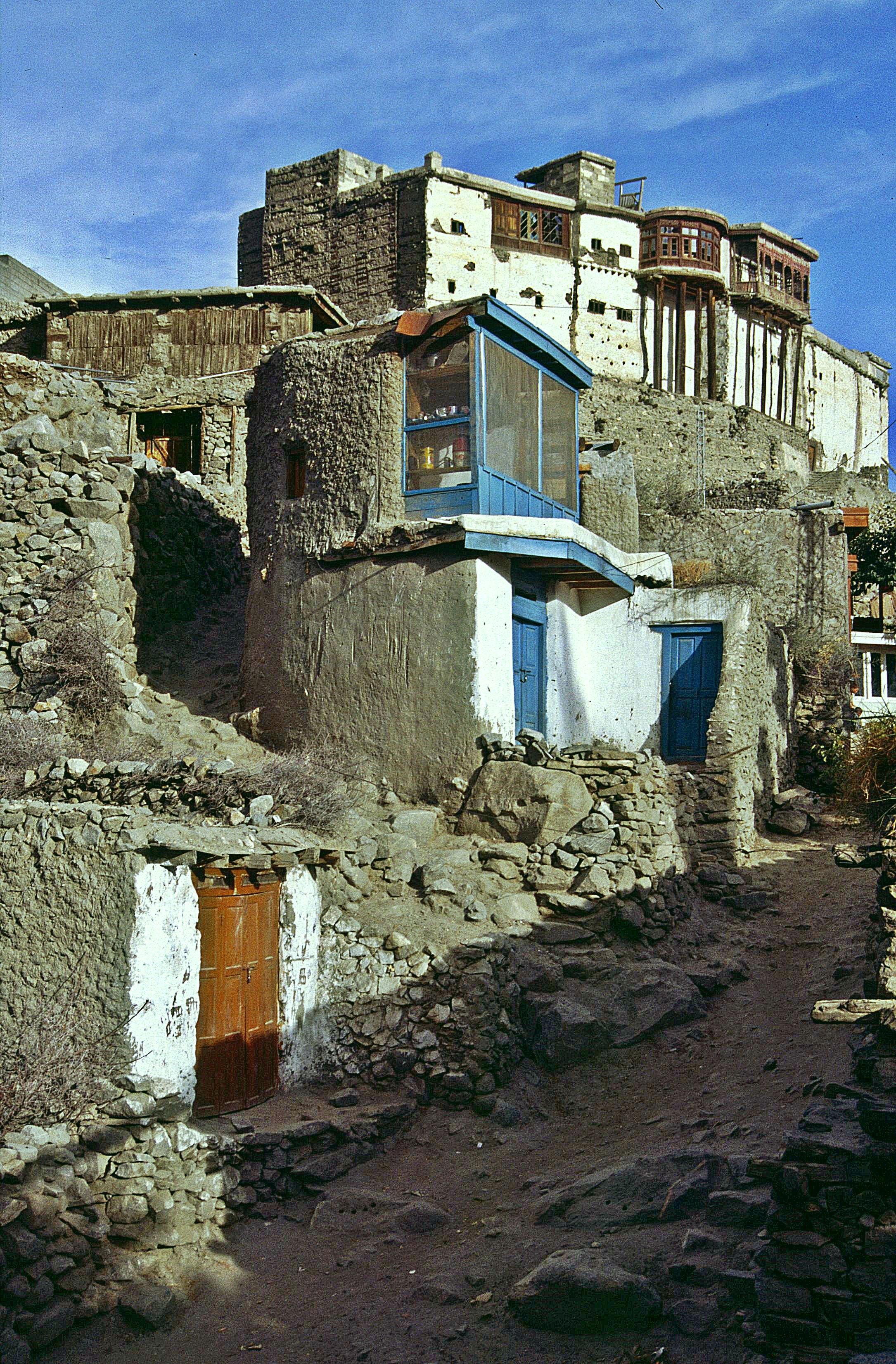
Karimabad unter Fort Baltit
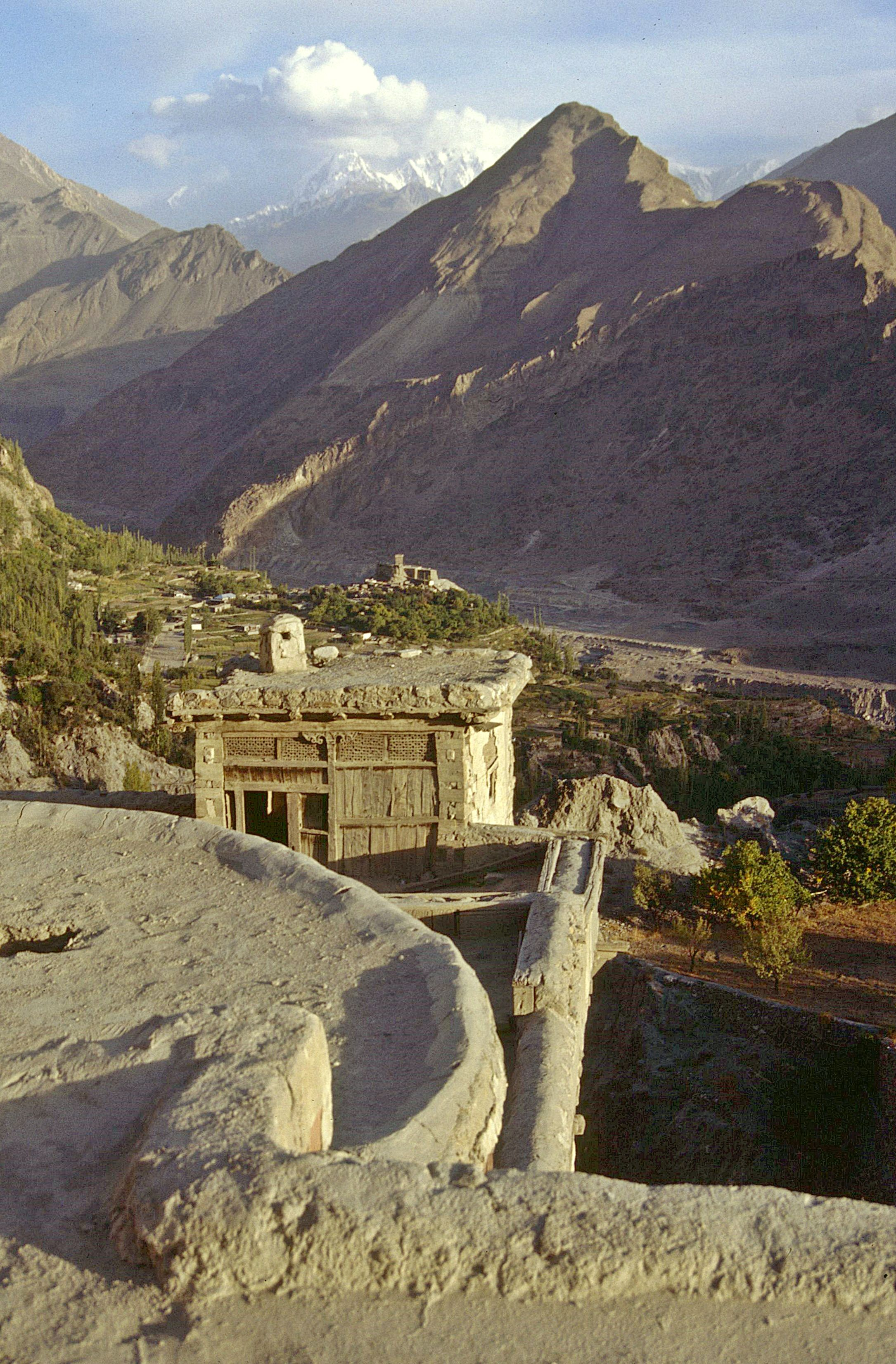
Blick von Baltit zum Fort Altit
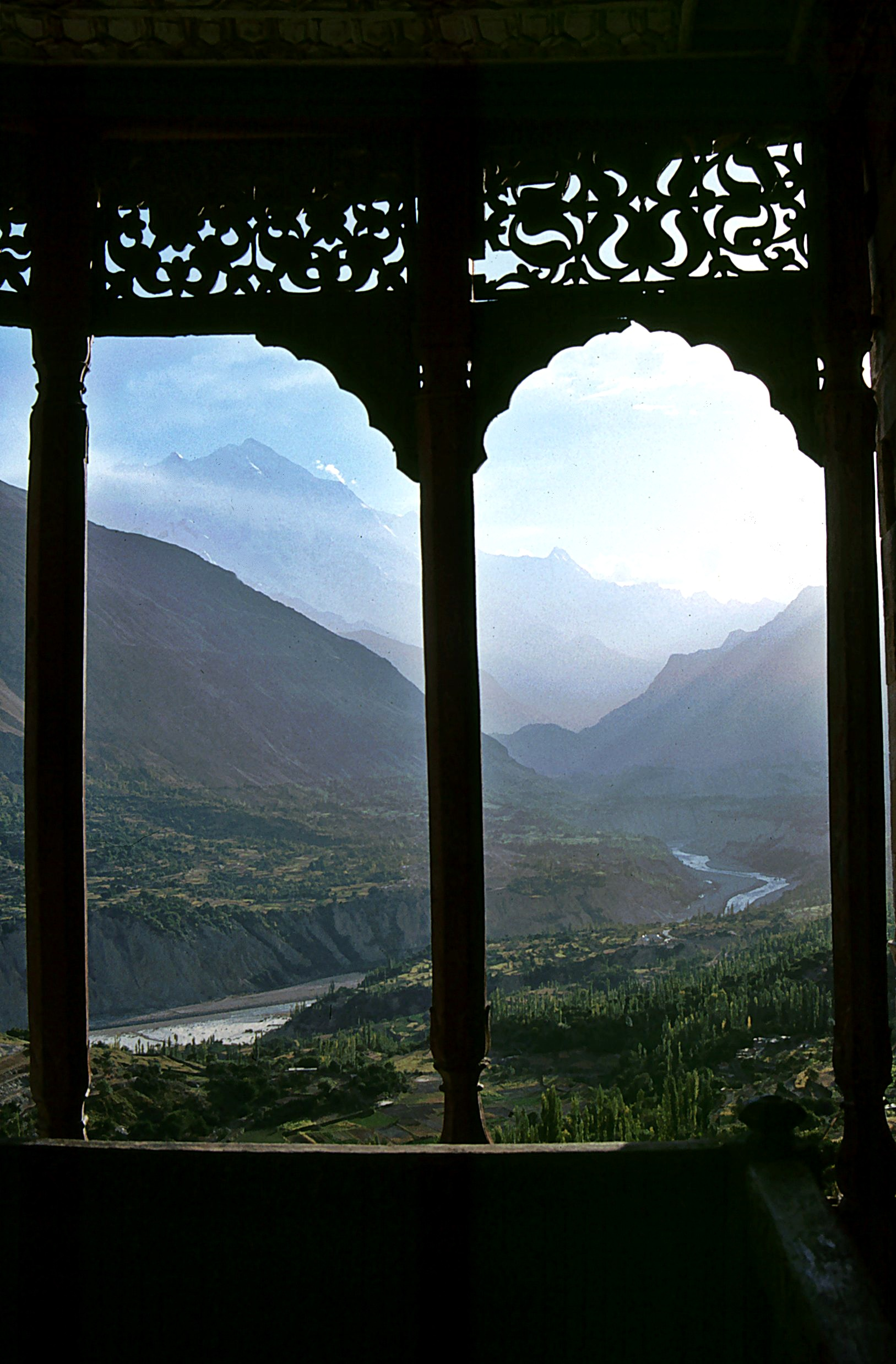
Blick von Baltit zum Rakaposhi
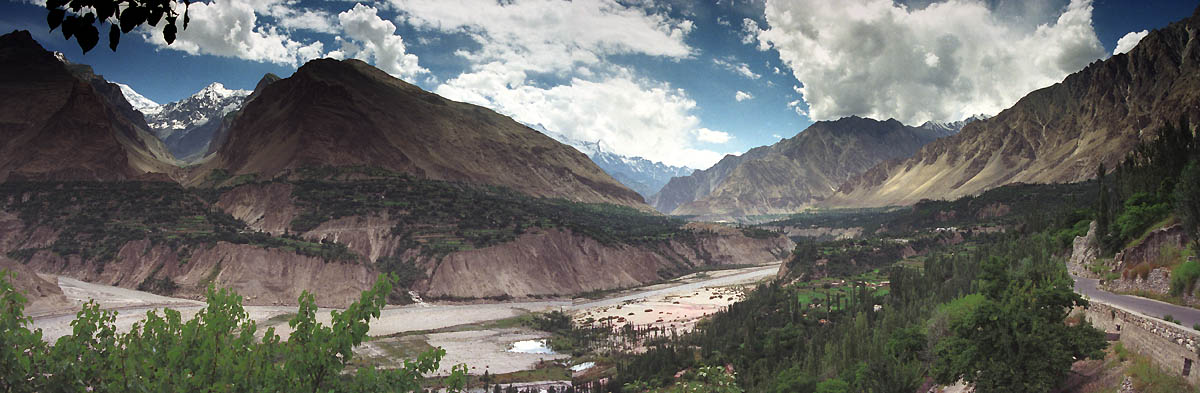
Ausblick von der Stadt ins Hunza Tal